# Cristian Săpunaru
Ionuţ Cristian Săpunaru (Bucarest, 5 aprile 1984) è un calciatore rumeno, difensore del Rapid Bucarest.

## Carriera

### Club
Fino al 2006 militò nel Național Bucarest, eccezion fatta per una stagione in prestito al Callatis Mangalia. Nel 2006 passa al Rapid Bucarest dove giocò due stagioni. Nell'estate 2008 viene ceduto al Porto per 2,5 milioni di euro.
Il 31 agosto 2012 viene acquistato a titolo definitivo dal Real Saragozza Il 26 luglio 2013 è ingaggiato dall'Elche, club spagnolo neopromosso in Liga con cui firma un contratto triennale.

### Nazionale
Ha debuttato in nazionale maggiore rumena il 31 maggio 2008 contro il Montenegro e vi ha militato fino al 2019. Ha partecipato al campionato europeo del 2008 e al campionato europeo del 2016.

## Statistiche

### Presenze e reti nei club
Statistiche aggiornate al 20 aprile 2024.
| Stagione                 | Squadra                  | Campionato               | Campionato | Campionato | Coppe nazionali | Coppe nazionali | Coppe nazionali | Coppe continentali | Coppe continentali | Coppe continentali | Altre coppe | Altre coppe | Altre coppe | Totale | Totale |
| Stagione                 | Squadra                  | Comp                     | Pres       | Reti       | Comp            | Pres            | Reti            | Comp               | Pres               | Reti               | Comp        | Pres        | Reti        | Pres   | Reti   |
| ------------------------ | ------------------------ | ------------------------ | ---------- | ---------- | --------------- | --------------- | --------------- | ------------------ | ------------------ | ------------------ | ----------- | ----------- | ----------- | ------ | ------ |
| 2002-2003                | Național Bucarest        | A                        | 4          | 0          | CR              | 0               | 0               | -                  | -                  | -                  | -           | -           | -           | 4      | 0      |
| 2003-gen. 2004           | Național Bucarest        | A                        | 1          | 0          | CR              | 2               | 0               | -                  | -                  | -                  | -           | -           | -           | 3      | 0      |
| gen.-giu. 2004           | Callatis Mangalia        | B                        | 10         | 0          | CR              | -               | -               | -                  | -                  | -                  | -           | -           | -           | 10     | 0      |
| 2004-2005                | Național Bucarest        | A                        | 6          | 0          | CR              | 2               | 0               | -                  | -                  | -                  | -           | -           | -           | 8      | 0      |
| 2005-2006                | Național Bucarest        | A                        | 23         | 3          | CR              | 5               | 0               | -                  | -                  | -                  | -           | -           | -           | 28     | 3      |
| Totale Național Bucarest | Totale Național Bucarest | Totale Național Bucarest | 34         | 3          |                 | 9               | 0               |                    | -                  | -                  |             | -           | -           | 43     | 3      |
| 2006-2007                | Rapid Bucarest           | L1                       | 19         | 1          | CR              | 3               | 0               | CU                 | 7                  | 0                  | SR          | 1           | 0           | 30     | 1      |
| 2007-2008                | Rapid Bucarest           | L1                       | 32         | 2          | CR              | 2               | 0               | CU                 | 2                  | 0                  | SR          | 1           | 0           | 37     | 2      |
| 2008-2009                | Porto                    | PL                       | 17         | 0          | CP+CdL          | 3+4             | 0+1             | UCL                | 8                  | 0                  | SP          | 1           | 0           | 33     | 1      |
| 2009-gen. 2010           | Porto                    | PL                       | 5          | 0          | CP+CdL          | 0+0             | 0               | UCL                | 4                  | 0                  | SP          | 0           | 0           | 9      | 0      |
| gen.-giu. 2010           | Rapid Bucarest           | L1                       | 10         | 3          | CR              | -               | -               | -                  | -                  | -                  | -           | -           | -           | 10     | 3      |
| 2010-2011                | Porto                    | PL                       | 19         | 0          | CP+CdL          | 7+1             | 0               | UEL                | 13                 | 0                  | SP          | 1           | 0           | 41     | 0      |
| 2011-2012                | Porto                    | PL                       | 15         | 2          | CP+CdL          | 1+1             | 0               | UCL+UEL            | 1+1                | 0                  | SP+SU       | 1+1         | 0           | 21     | 2      |
| Totale Porto             | Totale Porto             | Totale Porto             | 56         | 2          |                 | 17              | 1               |                    | 27                 | 0                  |             | 4           | 0           | 104    | 3      |
| 2012-2013                | Real Saragozza           | PD                       | 29         | 2          | CR              | 6               | 0               | -                  | -                  | -                  | -           | -           | -           | 35     | 2      |
| 2013-2014                | Elche                    | PD                       | 8          | 1          | CR              | 1               | 0               | -                  | -                  | -                  | -           | -           | -           | 9      | 1      |
| gen.-giu. 2015           | Rapid Bucarest           | L1                       | 13         | 4          | CR+CdL          | -               | -               | -                  | -                  | -                  | -           | -           | -           | 13     | 4      |
| 2015-2016                | Pandurii                 | L1                       | 14+8       | 5+0        | CR+CdL          | 2+0             | 1               | -                  | -                  | -                  | -           | -           | -           | 24     | 6      |
| 2016-2017                | Astra Giurgiu            | L1                       | 23+9       | 5+3        | CR+CdL          | 5+0             | 1               | UCL+UEL            | 2+10               | 0+1                | SR          | -           | -           | 49     | 10     |
| 2017-2018                | Kayserispor              | SL                       | 28         | 0          | TK              | 5               | 0               | -                  | -                  | -                  | -           | -           | -           | 33     | 0      |
| 2018-2019                | Kayserispor              | SL                       | 31         | 2          | TK              | 3               | 1               | -                  | -                  | -                  | -           | -           | -           | 34     | 3      |
| 2019-gen. 2020           | Denizlispor              | SL                       | 14         | 0          | TK              | 1               | 0               | -                  | -                  | -                  | -           | -           | -           | 15     | 0      |
| gen.-giu. 2020           | Kayserispor              | SL                       | 13         | 1          | TK              | -               | -               | -                  | -                  | -                  | -           | -           | -           | 13     | 1      |
| 2020-2021                | Kayserispor              | SL                       | 25         | 0          | TK              | 0               | 0               | -                  | -                  | -                  | -           | -           | -           | 25     | 0      |
| Totale Kayserispor       | Totale Kayserispor       | Totale Kayserispor       | 97         | 3          |                 | 8               | 1               |                    | -                  | -                  |             | -           | -           | 105    | 4      |
| 2021-2022                | Rapid Bucarest           | L1                       | 28+8       | 1+0        | CR              | 1               | 0               | -                  | -                  | -                  | -           | -           | -           | 37     | 1      |
| 2022-2023                | Rapid Bucarest           | L1                       | 29+10      | 3+1        | CR              | 2               | 0               | -                  | -                  | -                  | -           | -           | -           | 41     | 4      |
| 2023-2024                | Rapid Bucarest           | L1                       | 29+4       | 1+0        | CR              | 1               | 0               | -                  | -                  | -                  | -           | -           | -           | 34     | 1      |
| Totale Rapid Bucarest    | Totale Rapid Bucarest    | Totale Rapid Bucarest    | 160+22     | 15+1       |                 | 9               | 0               |                    | 9                  | 0                  |             | 2           | 0           | 202    | 16     |
| Totale carriera          | Totale carriera          | Totale carriera          | 445+39     | 36+4       |                 | 58              | 4               |                    | 48                 | 1                  |             | 6           | 0           | 596    | 45     |

### Cronologia presenze e reti in nazionale
| Cronologia completa delle presenze e delle reti in nazionale ― Romania | Cronologia completa delle presenze e delle reti in nazionale ― Romania | Cronologia completa delle presenze e delle reti in nazionale ― Romania | Cronologia completa delle presenze e delle reti in nazionale ― Romania | Cronologia completa delle presenze e delle reti in nazionale ― Romania | Cronologia completa delle presenze e delle reti in nazionale ― Romania | Cronologia completa delle presenze e delle reti in nazionale ― Romania | Cronologia completa delle presenze e delle reti in nazionale ― Romania |
| Data                                                                   | Città                                                                  | In casa                                                                | Risultato                                                              | Ospiti                                                                 | Competizione                                                           | Reti                                                                   | Note                                                                   |
| ---------------------------------------------------------------------- | ---------------------------------------------------------------------- | ---------------------------------------------------------------------- | ---------------------------------------------------------------------- | ---------------------------------------------------------------------- | ---------------------------------------------------------------------- | ---------------------------------------------------------------------- | ---------------------------------------------------------------------- |
| 31-5-2008                                                              | Bucarest                                                               | Romania                                                                | 4 – 0                                                                  | Montenegro                                                             | Amichevole                                                             | -                                                                      | 46’                                                                    |
| 20-8-2008                                                              | Urziceni                                                               | Romania                                                                | 1 – 0                                                                  | Lettonia                                                               | Amichevole                                                             | -                                                                      |                                                                        |
| 6-9-2008                                                               | Cluj-Napoca                                                            | Romania                                                                | 0 – 3                                                                  | Lituania                                                               | Qual. Mondiali 2010                                                    | -                                                                      |                                                                        |
| 6-6-2009                                                               | Marijampolė                                                            | Lituania                                                               | 0 – 1                                                                  | Romania                                                                | Qual. Mondiali 2010                                                    | -                                                                      |                                                                        |
| 9-9-2009                                                               | Bucarest                                                               | Romania                                                                | 1 – 1                                                                  | Austria                                                                | Amichevole                                                             | -                                                                      |                                                                        |
| 14-11-2009                                                             | Varsavia                                                               | Polonia                                                                | 0 – 1                                                                  | Romania                                                                | Amichevole                                                             | -                                                                      | 78’                                                                    |
| 9-10-2010                                                              | Saint-Denis                                                            | Francia                                                                | 2 – 0                                                                  | Romania                                                                | Qual. Euro 2012                                                        | -                                                                      | 30’                                                                    |
| 29-3-2011                                                              | Piatra Neamț                                                           | Romania                                                                | 3 – 1                                                                  | Lussemburgo                                                            | Qual. Euro 2012                                                        | -                                                                      |                                                                        |
| 3-6-2011                                                               | Bucarest                                                               | Romania                                                                | 3 – 0                                                                  | Bosnia ed Erzegovina                                                   | Qual. Euro 2012                                                        | -                                                                      | 72’                                                                    |
| 17-11-2015                                                             | Bologna                                                                | Italia                                                                 | 2 – 2                                                                  | Romania                                                                | Amichevole                                                             | -                                                                      |                                                                        |
| 27-3-2016                                                              | Cluj-Napoca                                                            | Romania                                                                | 0 – 0                                                                  | Spagna                                                                 | Amichevole                                                             | -                                                                      |                                                                        |
| 25-5-2016                                                              | Como                                                                   | RD del Congo                                                           | 1 – 1                                                                  | Romania                                                                | Amichevole                                                             | -                                                                      |                                                                        |
| 3-6-2016                                                               | Bucarest                                                               | Romania                                                                | 5 – 1                                                                  | Georgia                                                                | Amichevole                                                             | -                                                                      |                                                                        |
| 10-6-2016                                                              | Saint-Denis                                                            | Francia                                                                | 2 – 1                                                                  | Romania                                                                | Euro 2016 - 1º turno                                                   | -                                                                      |                                                                        |
| 15-6-2016                                                              | Parigi                                                                 | Romania                                                                | 1 – 1                                                                  | Svizzera                                                               | Euro 2016 - 1º turno                                                   | -                                                                      |                                                                        |
| 19-6-2016                                                              | Lione                                                                  | Romania                                                                | 0 – 1                                                                  | Albania                                                                | Euro 2016 - 1º turno                                                   | -                                                                      | 85’                                                                    |
| 4-9-2016                                                               | Cluj-Napoca                                                            | Romania                                                                | 1 – 1                                                                  | Montenegro                                                             | Qual. Mondiali 2018                                                    | -                                                                      |                                                                        |
| 8-10-2016                                                              | Erevan                                                                 | Armenia                                                                | 0 – 5                                                                  | Romania                                                                | Qual. Mondiali 2018                                                    | -                                                                      |                                                                        |
| 11-10-2016                                                             | Astana                                                                 | Kazakistan                                                             | 0 – 0                                                                  | Romania                                                                | Qual. Mondiali 2018                                                    | -                                                                      |                                                                        |
| 15-11-2016                                                             | Groznyj                                                                | Russia                                                                 | 1 – 0                                                                  | Romania                                                                | Amichevole                                                             | -                                                                      |                                                                        |
| 26-3-2017                                                              | Cluj-Napoca                                                            | Romania                                                                | 0 – 0                                                                  | Danimarca                                                              | Qual. Mondiali 2018                                                    | -                                                                      |                                                                        |
| 10-6-2017                                                              | Varsavia                                                               | Polonia                                                                | 3 – 1                                                                  | Romania                                                                | Qual. Mondiali 2018                                                    | -                                                                      | 28’                                                                    |
| 9-11-2017                                                              | Cluj-Napoca                                                            | Romania                                                                | 2 – 0                                                                  | Turchia                                                                | Amichevole                                                             | -                                                                      | 75’                                                                    |
| 24-3-2018                                                              | Netanya                                                                | Israele                                                                | 1 – 2                                                                  | Romania                                                                | Amichevole                                                             | -                                                                      | Cap.                                                                   |
| 27-3-2018                                                              | Craiova                                                                | Romania                                                                | 1 – 0                                                                  | Svezia                                                                 | Amichevole                                                             | -                                                                      | Cap.                                                                   |
| 31-5-2018                                                              | Graz                                                                   | Romania                                                                | 3 – 2                                                                  | Cile                                                                   | Amichevole                                                             | -                                                                      | Cap. 33’                                                               |
| 5-6-2018                                                               | Ploiești                                                               | Romania                                                                | 2 – 0                                                                  | Finlandia                                                              | Amichevole                                                             | -                                                                      | Cap. 56’                                                               |
| 7-9-2018                                                               | Ploiești                                                               | Romania                                                                | 0 – 0                                                                  | Montenegro                                                             | UEFA Nations League 2018-2019 - 1º turno                               | -                                                                      |                                                                        |
| 10-9-2018                                                              | Belgrado                                                               | Serbia                                                                 | 2 – 2                                                                  | Romania                                                                | UEFA Nations League 2018-2019 - 1º turno                               | -                                                                      | Cap.                                                                   |
| 11-10-2018                                                             | Vilnius                                                                | Lituania                                                               | 1 – 2                                                                  | Romania                                                                | UEFA Nations League 2018-2019 - 1º turno                               | -                                                                      | Cap.                                                                   |
| 14-10-2018                                                             | Bucarest                                                               | Romania                                                                | 0 – 0                                                                  | Serbia                                                                 | UEFA Nations League 2018-2019 - 1º turno                               | -                                                                      | Cap.                                                                   |
| 17-11-2018                                                             | Ploiești                                                               | Romania                                                                | 3 – 0                                                                  | Lituania                                                               | UEFA Nations League 2018-2019 - 1º turno                               | -                                                                      | Cap.                                                                   |
| 20-11-2018                                                             | Podgorica                                                              | Montenegro                                                             | 0 – 1                                                                  | Romania                                                                | UEFA Nations League 2018-2019 - 1º turno                               | -                                                                      | Cap.                                                                   |
| 23-3-2019                                                              | Solna                                                                  | Svezia                                                                 | 2 – 1                                                                  | Romania                                                                | Qual. Euro 2020                                                        | -                                                                      | Cap. 82’                                                               |
| 7-6-2019                                                               | Oslo                                                                   | Norvegia                                                               | 2 – 2                                                                  | Romania                                                                | Qual. Euro 2020                                                        | -                                                                      | Cap.                                                                   |
| 10-6-2019                                                              | Ta' Qali                                                               | Malta                                                                  | 0 – 4                                                                  | Romania                                                                | Qual. Euro 2020                                                        | -                                                                      | 35’                                                                    |
| Totale                                                                 |                                                                        | Presenze                                                               | 36                                                                     |                                                                        | Reti                                                                   | 0                                                                      |                                                                        |

## Palmarès

### Club

#### Competizioni nazionali
- Campionato portoghese: 3

Porto: 2008-2009, 2010-2011, 2011-2012
- Coppa di Romania: 1

Rapid Bucarest: 2006-2007
- Coppa del Portogallo: 3

Porto: 2008-2009, 2009-2010, 2010-2011
- Supercoppa di Romania: 1

Rapid Bucarest: 2007
- Supercoppa di Portogallo: 2

Porto: 2009, 2010

#### Competizioni internazionali
- UEFA Europa League: 1

Porto: 2010-2011